# Logan Creek
Logan Creek é uma região censitária no condado de Douglas, estado do Nevada, nos Estados Unidos. Fica situada na margem oriental do Lago Tahoe. Segundo o censo efetuado em 2010 tinha uma população de 26 habitantes.

## Geografia
Logan Creek fica situada à beira da U.S. Route 50, a norte de Lakeridge e a sul de Glenbrook. Fica a 26 quilómetros de  Carson City, ao longo da U.S. Route 50 . De acordo com o United States Census Bureau, a região censitária tinha 4,7km2 (dos quais 4,5 de terra e 0,2 de água).